# 542
سنة 542 م (بالأرقام الرومانية: DXLII) كانت سنة بسيطة تبدأ يوم الأربعاء (الرابط يظهر نموذج الجدول الزمني الكامل للسنة) من التقويم اليولياني. بدأت تسمية السنة ب542 منذ العصور الوسطى المبكرة، عندما أصبح تقويم أنو دوميني هو الأسلوب السائد في أوروبا لتسمية السنوات.

## مواليد
- أبو قحافة صحابي ووالد الخليفة الراشدي الأول أبو بكر الصديق.

## وفيات
- تريبونيان
- دوروثيوس